# Hallenradsport-Weltmeisterschaften 2008
Die Hallenradsport-Weltmeisterschaften 2008 fand vom 24. bis 26. Oktober 2008 in Dornbirn statt. Es wurden Wettkämpfe im Radball und Kunstradfahren ausgetragen. Die erfolgreichste Nation war Deutschland, welche vier der sechs Goldmedaillen gewann. Bis auf die Wettbewerbe im Radball und im Vierer-Kunstrad konnten sie alle Disziplinen gewinnen.
Es nahmen insgesamt 136 Sportler teil, welche alle aus dem europäischen oder asiatischen Raum stammten. Veranstaltungsort war das Messestadion Dornbirn.

## Radball
Es wurde ein 2er-Teamwettkampf bei den Herren durchgeführt.

### Modus
Das Turnier umfasste zwei Gruppen: Gruppe A mit den sechs stärksten Nationen des Vorjahres und die Gruppen B mit sieben schwächeren Mannschaften. 
In beiden Gruppen gab es jeweils eine Runde, in der alle einmal gegen alle spielten. In der Zwischenrunde der Gruppe-A-Teams traf die zweitplatzierte Mannschaft der Vorrunde auf die fünftplatzierte und die dritt- auf die viertplatzierte. Die beiden Sieger dieser Zwischenrunde und der Sieger der Vorrunde qualifizierten sich für die Halbfinale. Im ersten Halbfinale traf der Sieger der Vorrunde auf den Sieger aus dem Spiel zwischen dem zweit- und fünftplatzierten. Der Verlierer dieses Spiels musste in einem zweiten Halbfinale gegen den Sieger aus dem Spiel zwischen dem dritt- und viertplatzierten antreten. Die beiden Sieger aus den Halbfinalen spielten schließlich im Finalspiel den Weltmeister aus. Der Sieger der Gruppe B trat schließlich gegen den Tabellensechsten der Gruppe A um den Aufstieg respektive Verbleib in Gruppe A an.

### Gruppe A
| Rang | Land        | Spieler         | Spieler           |
| ---- | ----------- | --------------- | ----------------- |
| 1.   | Tschechien  | Jiří Hrdlička   | Radim Hason       |
| 2.   | Deutschland | Christian Hess  | Thomas Abel       |
| 3.   | Österreich  | Simon König     | Dietmar Schneider |
| 4.   | Schweiz     | Roman Schneider | Dominik Planzer   |
| 5.   | Japan       | Naoya Kinoshita | Matsuda Ko        |
| 6.   | Kroatien    | Marko Kraljic   | Michael Posedi    |

### Auf-Abstiegsspiel Gruppe A/B
Kroatien schaffte den Klassenerhalt nicht und verlor gegen Belgien.
 Kroatien -  Belgien 2 : 3

### Gruppe B
| Rang | Land       | Spieler            | Spieler                |
| ---- | ---------- | ------------------ | ---------------------- |
| 1.   | Belgien    | Christoph Baudu    | Rik Deuvaert           |
| 2.   | Rumänien   | Dorian Doroftei    | Mircea Tric            |
| 3.   | Frankreich | Jaques Ohl         | Philippe Noeppel       |
| 4.   | Malaysia   | Abd Halim Samsinar | Dalahan Mohamadd Zikri |
| 5.   | Slowakei   | Attila Hanko       | Tamas Czekus           |
| 6.   | Hongkong   | Lo Man Fai         | Ho Wing Tai            |
| 7.   | Ungarn     | Tamas Szitas       | Vilmos Toma            |

## Kunstradfahren
Es wurden Wettkämpfe im 1er- 2er- und 4er-Kunstradfahren der Damen, im 1er-Kunstradfahren der Herren und 2er-Kunstradfahren in einer offenen Klasse durchgeführt.

### Modus
Jeder Teilnehmer bzw. jedes Team hatte eine Kür zu fahren. Diese dauerte maximal sechs Minuten und beinhaltete bei den Einzelstartern 28 und bei den Duos 22 verschiedene Elemente mit je einer gewissen Schwierigkeitsstufe, die mit der Grundpunktzahl addiert als Basis für die Bewertung dienten (eingereichte Punkte). Das Endresultat ergab sich nach Abzug der Fehlerpunkte (ausgefahrene Punkte).

### Frauen

#### Einzel
Insgesamt nahmen am Wettkampf 21 Athletinnen aus 11 Nationen teil.
Medaillengewinner
| Rang | Land        | Fahrerin              | einger. | ausgef. |
| ---- | ----------- | --------------------- | ------- | ------- |
| 1.   | Deutschland | Anja Scheu            | 177.70  | 171.02  |
| 2.   | Deutschland | Sandra Beck           | 177.40  | 166.24  |
| 3.   | Deutschland | Marion Kleinschwärzer | 170.50  | 166.08  |

#### Doppel
Insgesamt nahmen am Wettkampf 14 Teams aus 9 Nationen teil.
Medaillengewinner
| Rang | Land        | Fahrerin 1        | Fahrerin 2         | einger. | ausgef. |
| ---- | ----------- | ----------------- | ------------------ | ------- | ------- |
| 1.   | Deutschland | Katrin Schultheis | Sandra Sprinkmeier | 152.20  | 141.92  |
| 2.   | Deutschland | Jasmin Soika      | Katharina Wurster  | 144.30  | 134.98  |
| 3.   | Schweiz     | Barbara Morf      | Nina Bommeli       | 129.10  | 112.22  |

#### 4er-Team
Das Teilnehmerfeld bestand aus 5 Teams.
Medaillengewinner
| Rang | Land        | Fahrerinnen                                                    | einger. | ausgef. |
| ---- | ----------- | -------------------------------------------------------------- | ------- | ------- |
| 1.   | Österreich  | Kathrin Hagen Silke Melbinger Melanie Melbinger Martina Schwar | 200.20  | 181.54  |
| 2.   | Deutschland | Manuela Dieterle Katja Gaisser Ines Rudolf Simone Rudolf       | 197.40  | 169.47  |
| 3.   | Schweiz     | Anja Gollmann Andrea Keller Maura Stiefel Nora Willener        | 171.70  | 154.42  |

### Herren Einzel
Insgesamt nahmen am Wettkampf 23 Athleten aus 12 Nationen teil.
Medaillengewinner
| Rang | Land        | Fahrer         | einger. | ausgef. |
| ---- | ----------- | -------------- | ------- | ------- |
| 1.   | Deutschland | David Schnabel | 197.90  | 191.64  |
| 2.   | Deutschland | Florian Blab   | 195.60  | 190.37  |
| 3.   | Deutschland | Robin Hartmann | 197.30  | 188.19  |

### Mixed Doppel
Es nahmen insgesamt 9 Duos aus 8 Nationen teil.
Medaillengewinner
| Rang | Land        | Fahrer 1          | Fahrer 2        | einger. | ausgef. |
| ---- | ----------- | ----------------- | --------------- | ------- | ------- |
| 1.   | Deutschland | Viktor Volk       | Manuel Huber    | 142.00  | 138.78  |
| 2.   | Deutschland | Ann-Kathrin Egert | Stephan Rauch   | 135.70  | 124.04  |
| 3.   | Österreich  | Joachim Allgäuer  | Fabian Allgäuer | 122.00  | 115.08  |